# Fuentelespino de Moya
Fuentelespino de Moya es un municipio español de la provincia de Cuenca, en la comunidad autónoma de Castilla-La Mancha. El término municipal, ubicado en la comarca de la Serranía Baja, tiene una población de 105 habitantes (INE 2024). 

## Historia
En las Relaciones enviadas a Tomás López (25 de octubre de 1785) respondió en 1787 Gregorio Rafael López Merino:

Al poniente de la Villa de Moya y distante una legua y media, se halla Fuente el Espino (sic) con 116 vecinos. Tiene una iglesia moderna de buena fábrica. Tiene también las Granjas de Arriba y Abajo, a la margen de un arroyo, y las Torres de don Alonso y Ben Gamar. Abunda el término en la más fina tea de la Serranía, pastos, fabrica pez y, por fruto singular, los nabos… Está Fuente el Espino sobre una loma, aunque no muy alta, muy fría.

Según la tradición oral, tras la repoblación de las Tierras (que se llamarán de Moya) por Alfonso VIII (1210), los pueblos que ahora las habitan tienen su lejano origen en los colonos de esta repoblación.
Ya habían estado ocupadas en la Prehistoria, al menos desde el Neolítico, según demuestran los hallazgos arqueológicos de una docena de asentamientos: cuevas, abrigos roqueros, lugares al aire libre, etc. Hay huellas de poblado íbero (El Toril), árabe (Fuente del Villar), tardorromano (Los Villares/El Piquillo) además de las Torres citadas. Existe un esbozo de carta arqueológica, con señalización cartográfica sobre plano, y una colección de piezas en las vitrinas de la casa de la cultura del municipio.
Los antiguos caminos de herradura y llanta fueron sustituidos, en tiempos de Primo de Rivera, por la carretera CM-215, Cañete-Utiel, que pone en comunicación gran parte de la Serranía Baja. Han sufrido estas tierras, en las últimas décadas, el severo impacto de numerosa emigración, al carecer de industrialización. Con todo, los que han resistido, viven muy mejoradas sus actuales condiciones de vida. Es un lugar, por su altura, vegetación, paisajes y comunicaciones, muy propicio para pasar en él las épocas de calor estival con actividades de senderismo, caza, visitas arqueológicas, pinturas rupestres, ruta de los majanos y colmenas.

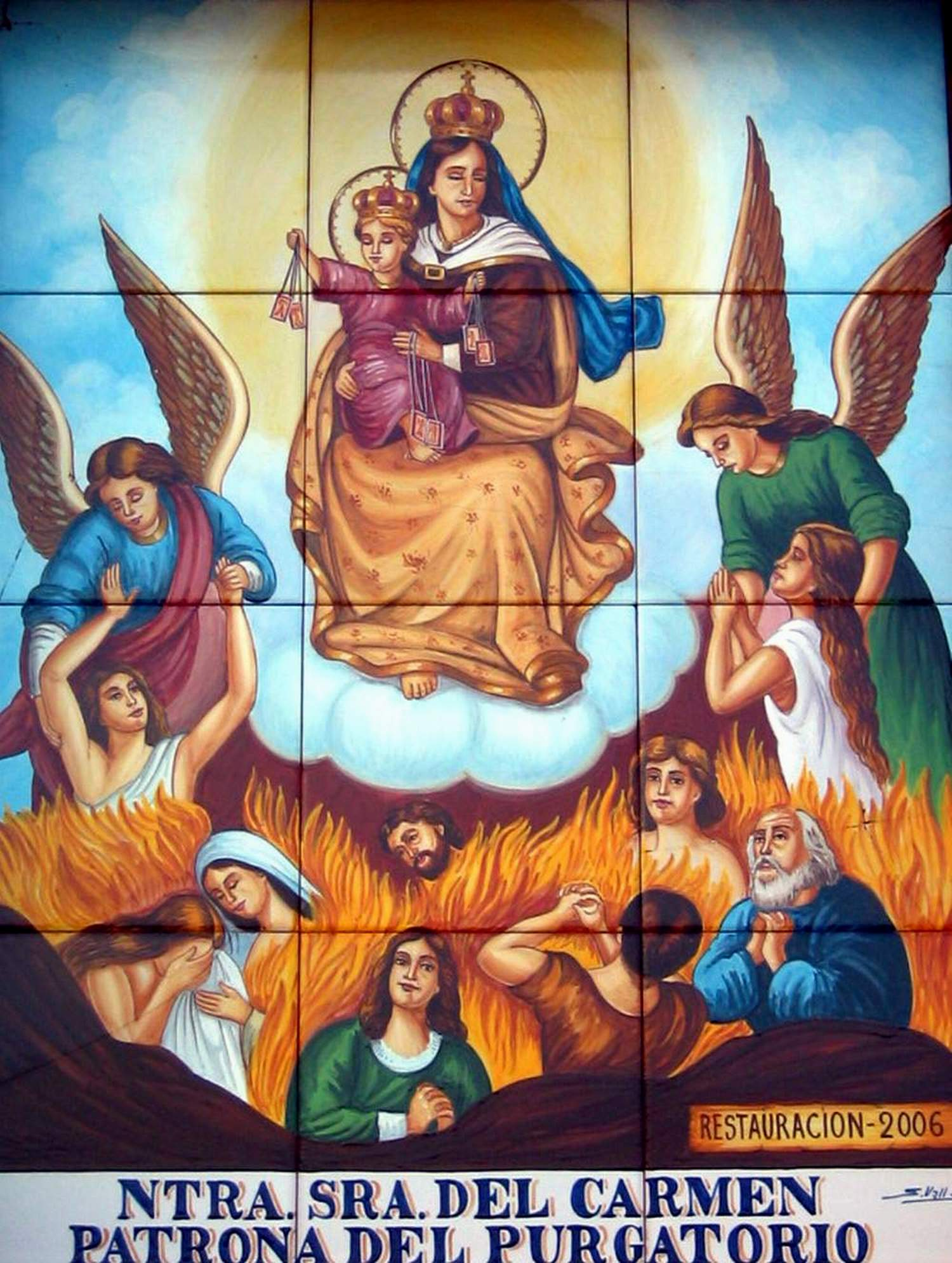
Plafón cerámico con la representación de la «Virgen del Carmen» en Fuentelespino de Moya (Cuenca).

## Fiestas
Están entre sus fiestas tradicionales: Santa Quiteria, patrona (22 de mayo), el Cristo del Amparo (14 de septiembre), San Vicente Mártir (22 de enero), etc. Romerías: al santuario de Nuestra Señora de Tejeda (8 de septiembre), a la Fuenmaría (compartida con Landete), a Tejeda, en Letanías, etc. Y romerías locales a las ermitas de San Roque y a la de San Bernabé, con liturgias y reparto de molletes de pan, huevos duros y vino. Existe – revivida en los últimos tiempos - la cofradía de Los Animeros que pide limosna para sufragios por la Ánimas Benditas, vistiendo atuendos y formas tradicionales. También la Asociación de Jubilados organiza numerosas actividades para sus socios: asamblea general y anual, comida de hermandad, etc. También la Asociación del Santo Cristo, empeñada en la ocupación útil de niños y jóvenes en tiempo vacacional.
Muy tradicionales son los cantos de los mayos a la Virgen en la noche del 30 de abril, a las mozas (madrugada del 1 de mayo), a la Cruz (los casados) en la noche del 3 de mayo, con el obsequio testimonial de todos de una enramada florida.

## Museos
Pueden visitarse, previo aviso, el museo-muestrario de P. Soriano (tallas en maderas nobles), el de Eugenio Zapata (escultura popular), el etnológico de Miguel y José Cano. También la Colección Arqueológica y la de Fósiles, con muestrario de la tierra, instaladas ambas en la casa de la cultura. Allí mismo, el de recuerdos (bocetos, apuntes, objetos personales) de Luis Marco Pérez.

## Demografía
Fuentelespino de Moya cuenta con una población de 105 habitantes (INE 2024).
| Gráfica de evolución demográfica de Fuentelespino de Moya entre 1842 y 2021                                         |
| |
| Población de derecho según los censos de población del INE Población de hecho según los censos de población del INE |

| 149           | 158 | 143 | 128 | 118 |
| (Fuente: INE) |     |     |     |     |

## Administración
| Periodo   | Nombre                           | Partido |
| --------- | -------------------------------- | ------- |
| 1987-1991 | Vicente Cano de la Sierra        | PP      |
| 1991-1995 | Julián Montero                   | PP      |
| 1995-1999 | Julián Montero Montero           | PP      |
| 1999-2003 | Julián Montero Montero           | PP      |
| 2003-2007 | Vicente Salvador Linuesa Moragón | PSOE    |
| 2007-2011 | Vicente Salvador Linuesa Moragón | PSOE    |

## Personas notables
Entre los personajes notables está el escultor Luis Marco Pérez, muerto en Madrid en 1983. Entre los vivos se cuentan: Pedro Soriano, tallista, Victorina García, pintora de bodegones y paisajes, José Gómez, carpintero-ebanista, especialista en trabajos de taracea con maderas de sabina, Anastasio y Regino García Junquero, en trabajos de mimbre.